# Felix Gaerte
Felix Otto Gaerte (* 2. Juni 1918 in Birnbaum; † 6. Juni 2013 in Düsseldorf) war ein deutscher Diplomat. Aufsehen erregte zuletzt die von ihm begonnene juristische Auseinandersetzung um die Behandlung seiner NS-Vergangenheit in dem Buch Das Amt und die Vergangenheit.

## Leben und Karriere
Schon Felix Gaertes Vater Alfons Gaerte war im Auswärtigen Dienst tätig war. Felix Gaerte besuchte das Gymnasium in Basel und gründete dort als HJ-Rottenführer die erste Jungvolkgruppe, die er bis 1934 leitete. 1937 machte er in Potsdam sein Abitur und absolvierte von April bis Oktober des Jahres seine Pflichtzeit im Reichsarbeitsdienst. Am 1. August desselben Jahres beantragte er die Aufnahme in die NSDAP und wurde zum 1. September 1937 aufgenommen (Mitgliedsnummer 4.910.278). Anschließend studierte er Jura. Nach seiner Ersten Staatsprüfung 1940 meldete sich Gaerte im Mai des Jahres freiwillig zur Fallschirmtruppe, bis er Oktober 1944 als Leutnant der Reserve aus der Luftwaffe entlassen und der Stabskompanie der Waffen-SS beim Reichssicherheitshauptamt zugeteilt wurde.
Nach dem Krieg arbeitete Gaerte zunächst als Jurist auf dem Landratsamt Balingen im französisch besetzten Württemberg. 1950/1 absolvierte Gaerte den ersten Lehrgang für Anwärter des höheren Auswärtigen Dienstes. 1961 wurde er an das Generalkonsulat Bombay versetzt und drei Jahre später zum Legationsrat I. Klasse in der Zentrale des Auswärtigen Amts (AA) befördert (Referat Abrüstung und Sicherheit). Von 1967 bis 1972 leitete Gaerte das Generalkonsulat in Melbourne.
Im Jahr 2001 veröffentlichte Gaerte unter dem Titel Auch im Westen pfeift der Wind seine Erinnerungen im Grazer Leopold Stocker Verlag, der auch rechtsextreme Autoren wie David Irving und Friedrich Romig verlegt.

## Juristische Auseinandersetzung um Gaertes NS-Vergangenheit
Gaerte wehrte sich 2011 juristisch gegen die „falsche Tatsachenbehauptung“ der Unabhängigen Historikerkommission – Auswärtiges Amt in ihrer Veröffentlichung Das Amt und die Vergangenheit, er sei bereits 1937 aus Karrieregründen der SS beigetreten (SS-Nummer 312.719), habe den Rang eines Untersturmführers erreicht und sei nach Ende des Zweiten Weltkriegs „unter Angabe falscher Personalien im AA wiederbeschäftigt“ worden. Das Landgericht Hamburg hat im März 2011 per einstweiliger Verfügung den Vertrieb künftiger Auflagen des Buches in unveränderter Form zunächst verboten. Der Karl Blessing Verlag verweist demgegenüber auf die Aktenlage, etwa auf die Gaertes „SS-Sippenakte“, wonach Gaerte vor seiner Heirat 1944 den Reichsführer SS Heinrich Himmler um Erlaubnis bat. Der Historiker Hans-Jürgen Döscher zeigt in seiner Untersuchung 2018, dass Gaerte die irrtümliche Bezeichnung „SS-Untersturmbannführer“ (einen solchen Dienstgrad gab es nicht) in Das Amt und die Vergangenheit statt wie es korrekt hätte heißen müssen SS-Untersturmführer, als der tatsächlich aktenkundig wurde, zum Anlass nahm, kontrafaktisch zu behaupten, er sei nie Mitglied der SS gewesen.
Gaertes NS-Vergangenheit war bereits in den 1950er Jahren öffentlich diskutiert worden. Im Rahmen einer fünfteiligen Artikelreihe zu den Verstrickungen vieler Diplomaten in das NS-Regime vom September 1951 erhob die Frankfurter Rundschau die ersten Vorwürfe. Infolge der Kampagne der DDR gegen „Kriegs- und Naziverbrecher“ in der BRD führte der Historiker Kurt Rheindorf im Auftrag des AA Ermittlungen durch, welche die Zugehörigkeit Gaertes zur NSDAP und SS bestätigten und zu einer mehrjährigen Beförderungssperre führten, weil Gaerte auch auf Vorhalt an seinen Behauptungen festhielt.

## Veröffentlichungen
- Auch im Westen pfeift der Wind. Vom Fallschirmjäger zum Diplomaten im heißen und im kalten Krieg. Leopold Stocker, Graz 2001.